# Меламед, Леонид Адольфович
Леони́д Адо́льфович Меламе́д (род. 11 июля 1967, Москва) — российский управленец, предприниматель, основатель и председатель Совета директоров компании «Team Drive», член Совета директоров компании «Доктор Рядом». Попечитель благотворительного фонда «Созидание».

## Биография
Родился 11 июля 1967 года в Москве. Родители Леонида — Адольф Абрамович (хирург-травматолог, много лет работал врачом Городской клинической больницы N 7 г. Москвы, в 2011 году награждён Орденом почёта), и Алла Григорьевна (архитектор, долгие годы была заместителем директора ГУП «НИиПИ Генплана Москвы»). Леонид с отличием окончил Московскую медицинскую академию имени И. М. Сеченова. Доктор медицинских наук.
Женат, воспитывает троих дочерей и сына.

## Профессиональная деятельность
- В 1991 году, с момента основания, начал работать в страховой компании «РОСНО».
- Карьера в «РОСНО»:
  - С 1992 года — директор Центра медицинского страхования, заместитель председателя правления;
  - С 1993 года — первый заместитель председателя правления;
  - С 1997 года — первый заместитель генерального директора;
  - С 2001 года — первый заместитель генерального директора — исполнительный директор;
  - С 2003 года — генеральный директор, председатель правления и член Совета директоров.
- 2004—2006 год возглавлял Экспертный совет по законодательству в области страхования Комитета Государственной Думы по кредитным организациям и финансовым рынкам.
- 2006—2008 год — президент, член Совета директоров ОАО «МТС».
- 2008—2011 год — Президент АФК «Система».
- 2011—2012 год — Заместитель председателя Совета директоров АФК «Система».
- 2010—2012 год — председатель Совета директоров ОАО «РуссНефть».
- 2012—2017 год — член совета директоров компаний «РоснаноМедИнвест» и «НоваМедика»[источник не указан 635 дней].
- С 2012 года — основатель и председатель Совета директоров компании «Team Drive» (специализируется в области управления крупными проектами и венчурными фондами).
- В 2013 году вместе с Владимиром Гурдусом учреждает компанию «Доктор рядом» — одну из крупных сетей частных медицинских клиник, позже перепрофилированную на предоставление услуг телемедицины[2][3].

## Награды и премии
В 2009 году признан лучшим топ-менеджером года по мнению Ассоциации Менеджеров России и ИД «Коммерсантъ», лауреат премии «АРИСТОС-2009» Ассоциации Менеджеров и ИД «Коммерсантъ» в номинации «Высший руководитель»
В 2010 году в рейтинге высших руководителей газеты «Коммерсантъ» занял 1 место в номинации «Финансовый сектор».
В 2005 году стал лауреатом Национальной премии «Персона года 2005» в номинации «Руководитель страховой компании» и был назван «Управленцем 2005 года» за стремительное наращивание стратегического потенциала в рамках проекта «Действующие лица века», реализуемого Международной Лигой стратегического управления, оценки и учета, Институтом экономических стратегий и журналом «Экономические стратегии».
В 2004 году получил звание «Человек года» в ежегодном проекте «Люди года» интернет-холдинга Рамблер и Российскую общественную премию в области страхования «Золотая Саламандра» в номинации «Руководитель страховой компании».